# Stella Kübler
Stella Kübler-Isaacksohn z domu Goldschlag (ur. 10 lipca 1922 w Berlinie, zm. 1994 we Fryburgu Bryzgowijskim) – niemiecka szmalcowniczka pochodzenia żydowskiego z okresu II wojny światowej.

## Życiorys
Urodziła się w zasymilowanej rodzinie berlińskich Żydów. Po wydarzeniach tzw. nocy kryształowej w listopadzie w 1938 roku jej rodzina bezskutecznie próbowała emigrować z III Rzeszy. W 1940 roku poślubiła muzyka Manfreda Küblera, zamordowanego w późniejszym okresie w obozie koncentracyjnym Auschwitz-Birkenau. Po aresztowaniach i deportacjach berlińskich Żydów jej rodzice ukrywali się, natomiast ona sama dzięki tzw. aryjskiemu wyglądowi i fałszywym dokumentom, dostarczonym jej przez fałszerza Günthera Rogoffa, pracowała w jednej z berlińskich fabryk. Została aresztowana 2 lipca 1943 roku, a w kilka tygodni później aresztowano również jej rodziców. 
Po brutalnym śledztwie przystała na propozycję współpracy z Gestapo jako tzw. łapaczka (niem. Greiferin) działająca w siatce zawodowych szmalcowników – w zamian za wynagrodzenie i obietnicę niewywiezienia jej rodziców przez Gestapo do obozu koncentracyjnego. Działalność kontynuowała nawet po wywiezieniu rodziców. W siatce łapaczy działała wraz ze swoim drugim mężem Rolfem Isaacksohnem.
Liczbę zadenuncjowanych przez nią Żydów szacuje się na 600 do 3000. Po wojnie została aresztowana przez NKWD i skazana przez Radziecki Trybunał Wojskowy na 10 lat obozu, które odbyła w obozach i więzieniach na terenie NRD. Po zwolnieniu osiadła w Berlinie Zachodnim, gdzie była ponownie sądzona, ale ze względu na odbycie kary w rosyjskim obozie nie odbywała zasądzonej kary. Zmarła śmiercią samobójczą w 1994. Jej biografię pt. Stella napisał Peter Wyden.